# ژوراویتسا (استان اشوی‌داشکسیه)
ژوراویتسا (به لهستانی: Żurawica) یک منطقهٔ مسکونی در لهستان است که در گمینا اوبرازوو واقع شده‌است.